# Château de Jeurre
Le château de Jeurre est un édifice situé sur le territoire de la commune de Morigny-Champigny dans le département français de l'Essonne.

## Histoire
Le château date de la fin du XVIIIe siècle.
Le château fait l'objet de nombreuses protections au titre des monuments historiques : le temple de l'Amour, le tombeau de Cook, la colonne rostrale, la façade principale de l'ancienne laiterie, le gnomon  sont classés par un arrêté du 9 août 1957. La porte provenant du château de Saint-Cloud, l'avant-corps central et le fronton de l'hôtel d'Anglade sont inscrits par arrêté du 9 août 1957. Le 1er juin 1973 est classé le fronton provenant de l'ancien château de Saint-Cloud. Les façades et les toitures sont inscrites par arrêté du 6 mars 1980.